# Gmina Haslev
Gmina Haslev (duń. Haslev Kommune) - istniejąca w latach 1970–2006 gmina w Danii w  okręgu zachodniej Zelandii (Vestsjællands Amt). 
Siedzibą władz gminy było miasto Haslev. 
Gmina Haslev została utworzona 1 kwietnia 1970 na mocy reformy podziału administracyjnego Danii. Po kolejnej reformie administracyjnej w roku 2007 weszła w skład nowej gminy Faxe.

## Dane liczbowe
- Liczba ludności: (♀ 7332 + ♂ 7449) = 14 781
  - wiek 0-6: 9,1%
  - wiek 7-16: 13,5%
  - wiek 17-66: 65,1%
  - wiek 67+: 12,4%
- zagęszczenie ludności: 112,0 osób/km²
- bezrobocie: 5,0% osób w wieku 17-66 lat
- cudzoziemcy z UE, Skandynawii i USA: 77 na 10 000 osób
- cudzoziemcy z krajów Trzeciego Świata: 210 na 10 000 osób
- liczba szkół podstawowych: 6 (liczba klas: 71)